# Johan Elmander
Johan Erik Calvin Elmander (Alingsås, 27 maggio 1981) è un ex calciatore svedese, di ruolo attaccante.

## Caratteristiche
Era un centravanti molto forte fisicamente e abile nel gioco aereo.

## Carriera

### Club
Il debutto in una prima squadra avviene con l'Holmalunds IF nelle serie dilettantistiche svedesi. Nel 1999 passa all'Örgryte, mentre nel 2000 viene prelevato dal Feyenoord che nel 2002 lo fa tornare in Allsvenskan con il prestito al Djurgården dove in 19 presenze realizza 12 gol; nel 2003 è girato in prestito al NAC Breda, in Eredivisie. Nel 2004 va in Superligaen con il Brøndby IF, dove rimane fino al 2006 quando va a giocare in Ligue 1 col Tolosa. Il 27 giugno 2008 viene acquistato per 11 milioni di sterline dal Bolton, squadra della Premier League, con cui firma un contratto triennale. In scadenza di contratto, il 20 maggio 2011 firma un contratto con i turchi del Galatasaray. Il 21 agosto 2013 diventa ufficiale il suo trasferimento in prestito al Norwich City. Il 24 giugno 2014 firma un contratto biennale con il Brøndby, facendo così ritorno nella squadra che lo aveva lanciato dieci anni prima.
Tra l'agosto e il settembre 2016 Elmander aveva trovato un accordo per ritornare all'Örgryte, sua vecchia squadra militante nel secondo campionato nazionale. La finestra di mercato tuttavia era già chiusa, e la mancata concessione di una deroga da parte della Federcalcio svedese ha bloccato l'ingaggio. Il 16 settembre l'Örgryte comunica che il giocatore sarebbe tornato a vestire i colori rossoblu a partire dal gennaio successivo, alla riapertura del mercato di gennaio. Il 5 gennaio 2018 annuncia il proprio ritiro dal calcio giocato, anche a causa di alcuni problemi fisici avuti nella stagione appena passata.
A gennaio 2023, dopo circa 6 anni di inattività, torna in campo con l'Holmalunds IF, squadra nella quale aveva esordito anni prima. Al contempo, è diventato anche osservatore della squadra turca del Galatasaray.

### Nazionale
Dal 2002 al 2015 è stato convocato regolarmente dalla nazionale svedese, con la quale ha partecipato ad un campionato mondiale nel 2006.

## Statistiche

### Presenze e reti nei club
| Stagione           | Squadra            | Campionato         | Campionato | Campionato | Coppe nazionali | Coppe nazionali | Coppe nazionali | Coppe continentali | Coppe continentali | Coppe continentali | Altre coppe | Altre coppe | Altre coppe | Totale | Totale |
| Stagione           | Squadra            | Comp               | Pres       | Reti       | Comp            | Pres            | Reti            | Comp               | Pres               | Reti               | Comp        | Pres        | Reti        | Pres   | Reti   |
| ------------------ | ------------------ | ------------------ | ---------- | ---------- | --------------- | --------------- | --------------- | ------------------ | ------------------ | ------------------ | ----------- | ----------- | ----------- | ------ | ------ |
| 1997-1998          | Holmalund          | D1                 | 23         | 5          | CS              | 0               | 0               | -                  | -                  | -                  | -           | -           | -           | 23     | 5      |
| 1998-1999          | Örgryte            | A                  | 18         | 2          | CS              | 0               | 0               | -                  | -                  | -                  | -           | -           | -           | 18     | 2      |
| 1999-2000          | Örgryte            | A                  | 21         | 2          | CS              | 0               | 0               | CU                 | 2                  | 0                  | -           | -           | -           | 23     | 2      |
| Totale Orgryte     | Totale Orgryte     | Totale Orgryte     | 39         | 4          |                 | 0               | 0               |                    | 2                  | 0                  |             | -           | -           | 41     | 4      |
| 2000-2001          | Feyenoord          | ED                 | 16         | 2          | CO              | 0               | 0               | -                  | -                  | -                  | -           | -           | -           | 16     | 2      |
| 2001-2002          | Feyenoord          | ED                 | 23         | 1          | CO              | 0               | 0               | UCL+CU             | 2+7                | 2+0                | -           | -           | -           | 32     | 3      |
| Totale Feyenoord   | Totale Feyenoord   | Totale Feyenoord   | 39         | 3          |                 | 0               | 0               |                    | 9                  | 2                  |             | -           | -           | 48     | 5      |
| 2002-2003          | Djurgården         | A                  | 19         | 12         | CS              | 0               | 0               | CU                 | 4                  | 2                  | -           | -           | -           | 23     | 14     |
| 2003-2004          | NAC Breda          | ED                 | 31         | 7          | CO              | 0               | 0               | CU                 | 2                  | 0                  | -           | -           | -           | 33     | 7      |
| 2004-2005          | Brøndby            | SL                 | 27         | 9          | CD              | 0               | 0               | -                  | -                  | -                  | -           | -           | -           | 27     | 9      |
| 2005-2006          | Brøndby            | SL                 | 32         | 13         | CD              | 0               | 0               | UCL+CU             | 2+4                | 1+1                | -           | -           | -           | 38     | 15     |
| 2006-2007          | Tolosa             | L1                 | 32         | 11         | CF+CdL          | 0+0             | 0+0             | -                  | -                  | -                  | -           | -           | -           | 32     | 11     |
| 2007-2008          | Tolosa             | L1                 | 32         | 11         | CF+CdL          | 0+0             | 0+0             | UCL+CU             | 2+4                | 0+1                | -           | -           | -           | 38     | 12     |
| Totale Tolosa      | Totale Tolosa      | Totale Tolosa      | 64         | 22         |                 | 0               | 0               |                    | 6                  | 1                  |             | -           | -           | 70     | 23     |
| 2008-2009          | Bolton             | PL                 | 30         | 5          | FACup+CdL       | 1+0             | 0+0             | -                  | -                  | -                  | -           | -           | -           | 31     | 5      |
| 2009-2010          | Bolton             | PL                 | 25         | 3          | FACup+CdL       | 4+3             | 1+1             | -                  | -                  | -                  | -           | -           | -           | 32     | 5      |
| 2010-2011          | Bolton             | PL                 | 37         | 10         | FACup+CdL       | 6+2             | 2+0             | -                  | -                  | -                  | -           | -           | -           | 45     | 12     |
| Totale Bolton      | Totale Bolton      | Totale Bolton      | 92         | 18         |                 | 16              | 4               |                    | -                  | -                  |             | -           | -           | 108    | 22     |
| 2011-2012          | Galatasaray        | SL                 | 36         | 12         | CT              | 0               | 0               | UCL                | 0                  | 0                  | -           | -           | -           | 36     | 12     |
| 2012-2013          | Galatasaray        | SL                 | 16         | 4          | CT              | 2               | 1               | UCL                | 6                  | 0                  | ST          | 1           | 0           | 25     | 5      |
| Totale Galatasaray | Totale Galatasaray | Totale Galatasaray | 52         | 16         |                 | 2               | 1               |                    | 6                  | 0                  |             | 1           | 0           | 61     | 17     |
| 2013-2014          | Norwich City       | PL                 | 29         | 1          | FACup+CdL       | 2+3             | 0+2             | -                  | -                  | -                  | -           | -           | -           | 34     | 3      |
| 2014-2015          | Brøndby            | SL                 | 20         | 1          | CD              | 2               | 1               | UEL                | 0                  | 0                  | -           | -           | -           | 22     | 2      |
| 2015-2016          | Brøndby            | SL                 | 28         | 6          | CD              | 4               | 1               | UEL                | 8                  | 3                  | -           | -           | -           | 40     | 10     |
| Totale Brøndby     | Totale Brøndby     | Totale Brøndby     | 107        | 29         |                 | 6               | 2               |                    | 14                 | 5                  |             | -           | -           | 127    | 36     |
| 2016-2017          | Örgryte            | D1                 | 23         | 4          | CS              | 1               | 0               | -                  | -                  | -                  | -           | -           | -           | 24     | 4      |
| Totale carriera    | Totale carriera    | Totale carriera    | 519        | 121        |                 | 30              | 9               |                    | 43                 | 10                 |             | 1           | 0           | 593    | 140    |

### Presenze e reti in nazionale
| Cronologia completa delle presenze e delle reti in nazionale ― Svezia | Cronologia completa delle presenze e delle reti in nazionale ― Svezia | Cronologia completa delle presenze e delle reti in nazionale ― Svezia | Cronologia completa delle presenze e delle reti in nazionale ― Svezia | Cronologia completa delle presenze e delle reti in nazionale ― Svezia | Cronologia completa delle presenze e delle reti in nazionale ― Svezia | Cronologia completa delle presenze e delle reti in nazionale ― Svezia | Cronologia completa delle presenze e delle reti in nazionale ― Svezia |
| Data                                                                  | Città                                                                 | In casa                                                               | Risultato                                                             | Ospiti                                                                | Competizione                                                          | Reti                                                                  | Note                                                                  |
| --------------------------------------------------------------------- | --------------------------------------------------------------------- | --------------------------------------------------------------------- | --------------------------------------------------------------------- | --------------------------------------------------------------------- | --------------------------------------------------------------------- | --------------------------------------------------------------------- | --------------------------------------------------------------------- |
| 13-2-2002                                                             | Salonicco                                                             | Grecia                                                                | 2 – 2                                                                 | Svezia                                                                | Amichevole                                                            | -                                                                     | 73’                                                                   |
| 20-11-2002                                                            | Teplice                                                               | Rep. Ceca                                                             | 3 – 3                                                                 | Svezia                                                                | Amichevole                                                            | -                                                                     | 27’ 65’                                                               |
| 16-2-2003                                                             | Bangkok                                                               | Qatar                                                                 | 2 – 3                                                                 | Svezia                                                                | Amichevole                                                            | 2                                                                     | 86’                                                                   |
| 18-2-2003                                                             | Bangkok                                                               | Corea del Nord                                                        | 1 – 1                                                                 | Svezia                                                                | Amichevole                                                            | -                                                                     | 46’                                                                   |
| 20-2-2003                                                             | Bangkok                                                               | Thailandia                                                            | 1 – 4                                                                 | Svezia                                                                | Amichevole                                                            | 1                                                                     |                                                                       |
| 30-4-2003                                                             | Stoccolma                                                             | Svezia                                                                | 1 – 2                                                                 | Croazia                                                               | Amichevole                                                            | -                                                                     | 31’                                                                   |
| 18-2-2004                                                             | Tirana                                                                | Albania                                                               | 2 – 1                                                                 | Svezia                                                                | Amichevole                                                            | -                                                                     | 63’                                                                   |
| 31-3-2004                                                             | Göteborg                                                              | Svezia                                                                | 1 – 0                                                                 | Inghilterra                                                           | 100º anniversario Federazione Svedese                                 | -                                                                     | 46’                                                                   |
| 28-4-2004                                                             | Coimbra                                                               | Portogallo                                                            | 2 – 2                                                                 | Svezia                                                                | Amichevole                                                            | -                                                                     | 62’                                                                   |
| 17-11-2004                                                            | Edimburgo                                                             | Scozia                                                                | 1 – 4                                                                 | Svezia                                                                | Amichevole                                                            | 1                                                                     | 65’                                                                   |
| 26-1-2005                                                             | San Diego                                                             | Messico                                                               | 0 – 0                                                                 | Svezia                                                                | Amichevole                                                            | -                                                                     | 77’                                                                   |
| 4-6-2005                                                              | Göteborg                                                              | Svezia                                                                | 6 – 0                                                                 | Malta                                                                 | Qual. Mondiali 2006                                                   | 1                                                                     | 78’                                                                   |
| 8-6-2005                                                              | Solna                                                                 | Svezia                                                                | 2 – 3                                                                 | Norvegia                                                              | Amichevole                                                            | 1                                                                     |                                                                       |
| 17-8-2005                                                             | Göteborg                                                              | Svezia                                                                | 2 – 1                                                                 | Rep. Ceca                                                             | Amichevole                                                            | -                                                                     | 46’                                                                   |
| 8-10-2005                                                             | Zagabria                                                              | Croazia                                                               | 1 – 0                                                                 | Svezia                                                                | Qual. Mondiali 2006                                                   | -                                                                     | 66’                                                                   |
| 12-11-2005                                                            | Seul                                                                  | Corea del Sud                                                         | 2 – 2                                                                 | Svezia                                                                | Amichevole                                                            | 1                                                                     | 69’ 78’                                                               |
| 1-3-2006                                                              | Dublino                                                               | Irlanda                                                               | 3 – 0                                                                 | Svezia                                                                | Amichevole                                                            | -                                                                     | 61’                                                                   |
| 25-5-2006                                                             | Göteborg                                                              | Svezia                                                                | 0 – 0                                                                 | Finlandia                                                             | Amichevole                                                            | -                                                                     |                                                                       |
| 15-6-2006                                                             | Berlino                                                               | Svezia                                                                | 1 – 0                                                                 | Paraguay                                                              | Mondiali 2006 - 1º turno                                              | -                                                                     | 86’                                                                   |
| 20-6-2006                                                             | Colonia                                                               | Svezia                                                                | 2 – 2                                                                 | Inghilterra                                                           | Mondiali 2006 - 1º turno                                              | -                                                                     | 75’                                                                   |
| 16-8-2006                                                             | Gelsenkirchen                                                         | Germania                                                              | 3 – 0                                                                 | Svezia                                                                | Amichevole                                                            | -                                                                     | 84’                                                                   |
| 2-9-2006                                                              | Riga                                                                  | Lettonia                                                              | 0 – 1                                                                 | Svezia                                                                | Qual. Euro 2008                                                       | -                                                                     | 78’                                                                   |
| 6-9-2006                                                              | Göteborg                                                              | Svezia                                                                | 3 – 1                                                                 | Liechtenstein                                                         | Qual. Euro 2008                                                       | -                                                                     | 82’                                                                   |
| 7-10-2006                                                             | Stoccolma                                                             | Svezia                                                                | 2 – 0                                                                 | Spagna                                                                | Qual. Euro 2008                                                       | 1                                                                     | 77’                                                                   |
| 11-10-2006                                                            | Reykjavík                                                             | Islanda                                                               | 1 – 2                                                                 | Svezia                                                                | Qual. Euro 2008                                                       | -                                                                     | 87’ 90’                                                               |
| 28-3-2007                                                             | Belfast                                                               | Irlanda del Nord                                                      | 2 – 1                                                                 | Svezia                                                                | Qual. Euro 2008                                                       | 1                                                                     |                                                                       |
| 2-6-2007                                                              | Copenaghen                                                            | Danimarca                                                             | 0 – 3 tav                                                             | Svezia                                                                | Qual. Euro 2008                                                       | 2                                                                     | 38’ 74’                                                               |
| 22-8-2007                                                             | Göteborg                                                              | Svezia                                                                | 1 – 0                                                                 | Stati Uniti                                                           | Amichevole                                                            | -                                                                     | 76’                                                                   |
| 8-9-2007                                                              | Solna                                                                 | Svezia                                                                | 0 – 0                                                                 | Danimarca                                                             | Qual. Euro 2008                                                       | -                                                                     | 56’                                                                   |
| 13-10-2007                                                            | Vaduz                                                                 | Liechtenstein                                                         | 0 – 3                                                                 | Svezia                                                                | Qual. Euro 2008                                                       | -                                                                     | 60’                                                                   |
| 17-10-2007                                                            | Stoccolma                                                             | Svezia                                                                | 1 – 1                                                                 | Irlanda del Nord                                                      | Qual. Euro 2008                                                       | -                                                                     | 73’                                                                   |
| 6-2-2008                                                              | Istanbul                                                              | Turchia                                                               | 0 – 0                                                                 | Svezia                                                                | Amichevole                                                            | -                                                                     | 46’                                                                   |
| 26-3-2008                                                             | Londra                                                                | Svezia                                                                | 0 – 1                                                                 | Brasile                                                               | Amichevole                                                            | -                                                                     | 61’                                                                   |
| 26-5-2008                                                             | Göteborg                                                              | Svezia                                                                | 1 – 0                                                                 | Slovenia                                                              | Amichevole                                                            | -                                                                     | 46’                                                                   |
| 1-6-2008                                                              | Solna                                                                 | Svezia                                                                | 0 – 1                                                                 | Ucraina                                                               | Amichevole                                                            | -                                                                     | 56’ 76’                                                               |
| 10-6-2008                                                             | Siezenheim                                                            | Grecia                                                                | 0 – 2                                                                 | Svezia                                                                | Euro 2008 - 1º turno                                                  | -                                                                     | 71’                                                                   |
| 14-6-2008                                                             | Innsbruck                                                             | Svezia                                                                | 1 – 2                                                                 | Spagna                                                                | Euro 2008 - 1º turno                                                  | -                                                                     | 79’                                                                   |
| 18-6-2008                                                             | Innsbruck                                                             | Russia                                                                | 2 – 0                                                                 | Svezia                                                                | Euro 2008 - 1º turno                                                  | -                                                                     | 49’                                                                   |
| 11-10-2008                                                            | Solna                                                                 | Svezia                                                                | 0 – 0                                                                 | Portogallo                                                            | Qual. Mondiali 2010                                                   | -                                                                     |                                                                       |
| 28-3-2009                                                             | Porto                                                                 | Portogallo                                                            | 0 – 0                                                                 | Svezia                                                                | Qual. Mondiali 2010                                                   | -                                                                     | 86’                                                                   |
| 6-6-2009                                                              | Solna                                                                 | Svezia                                                                | 0 – 1                                                                 | Danimarca                                                             | Qual. Mondiali 2010                                                   | -                                                                     | 58’                                                                   |
| 12-8-2009                                                             | Solna                                                                 | Svezia                                                                | 1 – 0                                                                 | Finlandia                                                             | Amichevole                                                            | 1                                                                     | 60’                                                                   |
| 5-9-2009                                                              | Budapest                                                              | Ungheria                                                              | 1 – 2                                                                 | Svezia                                                                | Qual. Mondiali 2010                                                   | -                                                                     | 72’                                                                   |
| 9-9-2009                                                              | Ta' Qali                                                              | Malta                                                                 | 0 – 1                                                                 | Svezia                                                                | Qual. Mondiali 2010                                                   | -                                                                     | 83’                                                                   |
| 14-10-2009                                                            | Stoccolma                                                             | Svezia                                                                | 4 – 1                                                                 | Albania                                                               | Qual. Mondiali 2010                                                   | -                                                                     | 37’                                                                   |
| 18-11-2009                                                            | Cesena                                                                | Italia                                                                | 1 – 0                                                                 | Svezia                                                                | Amichevole                                                            | -                                                                     | 78’                                                                   |
| 3-3-2010                                                              | Swansea                                                               | Galles                                                                | 0 – 1                                                                 | Svezia                                                                | Amichevole                                                            | 1                                                                     |                                                                       |
| 11-8-2010                                                             | Stoccolma                                                             | Svezia                                                                | 3 – 0                                                                 | Scozia                                                                | Amichevole                                                            | -                                                                     | 33’ 78’                                                               |
| 3-9-2010                                                              | Solna                                                                 | Svezia                                                                | 2 – 0                                                                 | Ungheria                                                              | Qual. Euro 2012                                                       | -                                                                     | 49’                                                                   |
| 7-9-2010                                                              | Malmö                                                                 | Svezia                                                                | 6 – 0                                                                 | San Marino                                                            | Qual. Euro 2012                                                       | -                                                                     | 69’                                                                   |
| 12-10-2010                                                            | Amsterdam                                                             | Paesi Bassi                                                           | 4 – 1                                                                 | Svezia                                                                | Qual. Euro 2012                                                       | -                                                                     |                                                                       |
| 9-2-2011                                                              | Nicosia                                                               | Svezia                                                                | 1 – 1 dts (5 – 6 dtr)                                                 | Ucraina                                                               | Amichevole                                                            | 1                                                                     | 60’                                                                   |
| 29-3-2011                                                             | Solna                                                                 | Svezia                                                                | 2 – 1                                                                 | Moldavia                                                              | Qual. Euro 2012                                                       | -                                                                     | 89’                                                                   |
| 3-6-2011                                                              | Chișinău                                                              | Moldavia                                                              | 1 – 4                                                                 | Svezia                                                                | Qual. Euro 2012                                                       | 2                                                                     | 76’                                                                   |
| 7-6-2011                                                              | Solna                                                                 | Svezia                                                                | 5 – 0                                                                 | Finlandia                                                             | Qual. Euro 2012                                                       | -                                                                     | 81’                                                                   |
| 10-8-2011                                                             | Charkiv                                                               | Ucraina                                                               | 0 – 1                                                                 | Svezia                                                                | Amichevole                                                            | -                                                                     | 67’                                                                   |
| 2-9-2011                                                              | Budapest                                                              | Ungheria                                                              | 2 – 1                                                                 | Svezia                                                                | Qual. Euro 2012                                                       | -                                                                     |                                                                       |
| 6-9-2011                                                              | Serravalle                                                            | San Marino                                                            | 0 – 5                                                                 | Svezia                                                                | Qual. Euro 2012                                                       | -                                                                     | 67’                                                                   |
| 7-10-2011                                                             | Helsinki                                                              | Finlandia                                                             | 1 – 2                                                                 | Svezia                                                                | Qual. Euro 2012                                                       | -                                                                     | 55’                                                                   |
| 11-10-2011                                                            | Stoccolma                                                             | Svezia                                                                | 3 – 2                                                                 | Paesi Bassi                                                           | Qual. Euro 2012                                                       | -                                                                     |                                                                       |
| 11-11-2011                                                            | Copenaghen                                                            | Danimarca                                                             | 2 – 0                                                                 | Svezia                                                                | Amichevole                                                            | -                                                                     | 57’                                                                   |
| 15-11-2011                                                            | Londra                                                                | Inghilterra                                                           | 1 – 0                                                                 | Svezia                                                                | Amichevole                                                            | -                                                                     | 36’                                                                   |
| 29-2-2012                                                             | Zagabria                                                              | Croazia                                                               | 1 – 3                                                                 | Svezia                                                                | Amichevole                                                            | -                                                                     | 46’                                                                   |
| 11-6-2012                                                             | Kiev                                                                  | Ucraina                                                               | 2 – 1                                                                 | Svezia                                                                | Euro 2012 - 1º turno                                                  | -                                                                     | 71’                                                                   |
| 15-6-2012                                                             | Kiev                                                                  | Svezia                                                                | 2 – 3                                                                 | Inghilterra                                                           | Euro 2012 - 1º turno                                                  | -                                                                     | 79’                                                                   |
| 6-9-2012                                                              | Helsingborg                                                           | Svezia                                                                | 1 – 0                                                                 | Cina                                                                  | Amichevole                                                            | 1                                                                     | 73’                                                                   |
| 11-9-2012                                                             | Malmö                                                                 | Svezia                                                                | 2 – 0                                                                 | Kazakistan                                                            | Qual. Mondiali 2014                                                   | -                                                                     | 27’ 85’                                                               |
| 16-10-2012                                                            | Berlino                                                               | Germania                                                              | 4 – 4                                                                 | Svezia                                                                | Qual. Mondiali 2014                                                   | 1                                                                     |                                                                       |
| 3-6-2013                                                              | Malmö                                                                 | Svezia                                                                | 1 – 0                                                                 | Macedonia                                                             | Amichevole                                                            | -                                                                     | 60’                                                                   |
| 7-6-2013                                                              | Vienna                                                                | Austria                                                               | 2 – 1                                                                 | Svezia                                                                | Qual. Mondiali 2014                                                   | 1                                                                     | 62’ 84’                                                               |
| 14-8-2013                                                             | Solna                                                                 | Svezia                                                                | 4 – 2                                                                 | Norvegia                                                              | Amichevole                                                            | -                                                                     |                                                                       |
| 6-9-2013                                                              | Dublino                                                               | Irlanda                                                               | 1 – 2                                                                 | Svezia                                                                | Qual. Mondiali 2014                                                   | 1                                                                     | 90+2’                                                                 |
| 10-9-2013                                                             | Astana                                                                | Kazakistan                                                            | 0 – 1                                                                 | Svezia                                                                | Qual. Mondiali 2014                                                   | -                                                                     |                                                                       |
| 11-10-2013                                                            | Solna                                                                 | Svezia                                                                | 2 – 1                                                                 | Austria                                                               | Qual. Mondiali 2014                                                   | -                                                                     |                                                                       |
| 15-11-2013                                                            | Lisbona                                                               | Portogallo                                                            | 1 – 0                                                                 | Svezia                                                                | Qual. Mondiali 2014                                                   | -                                                                     | 26’ 73’                                                               |
| 19-11-2013                                                            | Solna                                                                 | Svezia                                                                | 2 – 3                                                                 | Portogallo                                                            | Qual. Mondiali 2014                                                   | -                                                                     |                                                                       |
| 5-3-2014                                                              | Ankara                                                                | Turchia                                                               | 2 – 1                                                                 | Svezia                                                                | Amichevole                                                            | -                                                                     | 46’                                                                   |
| 28-5-2014                                                             | Copenaghen                                                            | Danimarca                                                             | 1 – 0                                                                 | Svezia                                                                | Amichevole                                                            | -                                                                     | 69’                                                                   |
| 1-6-2014                                                              | Solna                                                                 | Svezia                                                                | 0 – 2                                                                 | Belgio                                                                | Amichevole                                                            | -                                                                     | 72’                                                                   |
| 8-9-2014                                                              | Vienna                                                                | Austria                                                               | 1 – 1                                                                 | Svezia                                                                | Qual. Euro 2016                                                       | -                                                                     | 72’                                                                   |
| 9-10-2014                                                             | Solna                                                                 | Svezia                                                                | 1 – 1                                                                 | Russia                                                                | Qual. Euro 2016                                                       | -                                                                     | 57’ 80’                                                               |
| 12-10-2014                                                            | Solna                                                                 | Svezia                                                                | 2 – 0                                                                 | Liechtenstein                                                         | Qual. Euro 2016                                                       | -                                                                     | 79’                                                                   |
| 15-1-2015                                                             | Abu Dhabi                                                             | Svezia                                                                | 2 – 0                                                                 | Costa d'Avorio                                                        | Amichevole                                                            | -                                                                     | cap. 64’                                                              |
| 19-1-2015                                                             | Abu Dhabi                                                             | Svezia                                                                | 0 – 1                                                                 | Finlandia                                                             | Amichevole                                                            | -                                                                     | cap. 46’                                                              |
| 31-3-2015                                                             | Stoccolma                                                             | Svezia                                                                | 3 – 1                                                                 | Iran                                                                  | Amichevole                                                            | -                                                                     | 65’                                                                   |
| Totale                                                                |                                                                       | Presenze                                                              | 85                                                                    |                                                                       | Reti                                                                  | 20                                                                    |                                                                       |

## Palmarès

### Club

#### Competizioni nazionali
- Campionato svedese: 1

Djurgården: 2002-2003
- Coppa di Svezia: 1

Djurgården: 2002-2003
- Campionato danese: 1

Brøndby: 2004-2005
- Coppa di Danimarca: 1

Brøndby: 2004-2005
- Campionato turco: 2

Galatasaray: 2011-2012, 2012-2013
- Supercoppa di Turchia: 1

Galatasaray: 2012

#### Competizioni internazionali
- Coppa UEFA: 1

Feyenoord: 2001-2002

### Individuale
- FA Premier League Player of the Month: 1

2010-2011 - Novembre